# Jan Darowski
Jan Darowski (ur. 22 grudnia 1926 w Brzeziu nad Odrą, zm. 5 lipca 2008 w Londynie) – polski poeta, krytyk, tłumacz.

## Życiorys
Uczył się drukarstwa w firmie Reinharda Mayera w Raciborzu. W 1944 ukończył szkołę graficzną w Katowicach. W tym samym roku, w wieku 17 lat, został wcielony do Wehrmachtu. W Normandii przeszedł na stronę aliantów i przyłączył się do wojska polskiego. Kształcił się i został instruktorem w szkole wojskowej w Catterick. Redagował tam gazetką garnizonową. Uczęszczał na kursy języka i literatury angielskiej organizowane przez Nelson College w Edynburgu. Maturę zdał w Londynie w 1951. Osiedlił się w Anglii, choć nigdy nie przyjął brytyjskiego obywatelstwa. Działał jako poeta, eseista i tłumacz, równocześnie pracując jako drukarz.
Jeden z założycieli i redaktorów londyńskiej grupy literackiej „Kontynenty – Nowy Merkuriusz”. Jako pierwszy przełożył na język polski poezje D.H. Lawrence’a. Na angielski tłumaczył utwory Herberta, Różewicza, Białoszewskiego, Szymborskiej, Miłosza. Publikował w paryskiej „Kulturze”. Wydał dwa tomy poezji.
Laureat Nagrody Kościelskich (1969).
Zgodnie z ostatnią wolą został pochowany na cmentarzu w rodzinnym Brzeziu nad Odrą – obecnie dzielnicy Raciborza. W 2016 jego imieniem nazwano jedno z rond w Raciborzu.

## Publikacje
Zbiory wierszy:
- Drzewo sprzeczki (1969)
- Niespodziewane żywoty (1990)